# Sigrid Lindberg
Sigrid Lindberg (Stockholm 5 januari 1871 – 16 maart 1942) was een Zweeds violiste.
Ze kreeg de viool met de paplepel ingegoten. Haar vader Johan Lindberg was ook violist. Sigris studeerde van 1886 tot en met 1890 aan het Kungliga Musikhögskolan in Stockholm. Daarna kwam er een vervolgstudies bij Henry Berthelier in Parijs en later in Berlijn. De studie in Parijs werd mogelijk gemaakt door een  studiebeurs. In Zweden trad ze op met het orkest van het Kungliga Dramatiska Teatern en er volgden optredens in Denemarken, Finland, Rusland, Polen en (zelfs) Turkije. 
Componist Armas Järnefelt droeg zijn Berceuse aan haar op. In een optreden in de Salle Pleyel, alwaar ze samen met componiste Laura Netzel diens Sérénade, trio voor piano, viool en cello speelde, viel haar spel positief op.
- Bibliothèque nationale de France: cb177704199 (data)
- MusicBrainz: 1afe6f80-4b59-4ccb-825b-44f07008a508
- Virtual International Authority File: 6712154198329120230006